# Heroes of Wrestling
Heroes of Wrestling fue un evento pago por visión de lucha libre profesional que tomó lugar el 10 de octubre de 1999 desde el Casino Magic en Bay St. Louis, Misisipi. El evento sería el primero de una serie de eventos pago por visión que incluirían a luchadores profesionales populares de los años 80 e inicios de los años 90. Los planes para una posible franquicia fueron abandonados tras el evento, que sufrió de una pésima recaudación y algunas controversias, siendo la más notoria un evento principal desastroso incluyendo a un Jake Roberts ebrio.

## Argumento
Aprovechando la resurgencia en popularidad de la lucha libre profesional en la época, el presidente de Fosstone Productions Bill Stone concibió una serie de eventos consistiendo de luchadores profesionales de los años 80 e inicios de los años 90 peleando en una serie de “luchas soñadas”. Stone preparó el evento pago por visión inicial con el objeto de realizar tres eventos más cada trimestre, si la meta inicial de 40,000 ventas era alcanzada.
Aunque el evento fue demasiado promovido, solamente pudieron realizar 29,000 ventas. Adicionalmente, el evento en sí fue categorizado de pésima calidad: Wrestling Observer lo clasificó el peor gran evento de lucha libre de 1999, con su editor Dave Meltzer otorgando una calificación de “cero absoluto” a una lucha en parejas incluyendo a Luke Williams y Butch Miller contra Nikolai Volkoff y The Iron Sheik. El colega de Meltzer, Bryan Álvarez de Figure Four Weekly,  se ha referido repetidamente a esta lucha como la peor que ha visto y la clasificó con “menos estrellas más de las que hay en el universo”
Otra lucha en la cartelera que demostró ser problemática fue la lucha entre el ex-Horseman Tully Blanchard y Stan Lane de Midnight Express. Si bien las peleas de lucha libre profesional son programadas, ambos luchadores parecían estar totalmente inconscientes del final intencionado para la lucha, resultando en algunos climaxes falsos para la pelea ya que ambos intentaban "ganar": Blanchard salió de lo que se suponía que sería un movimiento final por parte de Lane, quien, empezó a celebrar su "victoria" antes de darse cuenta de que la lucha aún seguía su curso. Después, Lane no pudo salir de lo que no parecía ser una caída hasta después de que el árbitro detuviera la lucha.

## Controversias

### Comentario a color
Una controversia menor fue causada al inicio del evento debido a unos cambios a último minuto de comentaristas. Gordon Solie, una figura bien respetada en el mundo de la lucha libre con algunas décadas de experiencia haciendo comentarios durante las luchas, había sido publicitado para ser uno de los comentaristas del evento. Poco antes del evento, Solie se enfermó de cáncer de garganta, al cual posteriormente sucumbiría nueve meses después. Ningún anuncio se hizo sobre el cambio antes del evento, ni Solie, ni su enfermedad fueron mencionados durante la transmisión. El reemplazo de Solie, Randy Rosenbloom, demostró no tener ningún conocimiento sobre lucha libre profesional, entregando lo que sería recordado de alguna forma los peores comentarios a color que se hayan realizado en un evento de lucha libre profesional. Rosenbloom repetidamente cometió errores durante la transmisión, como identificar mal los países de origen de los luchadores, y tener que ser corregido repetidamente con respecto a la terminología básica de lucha libre por sus compañeros de transmisión Dutch Mantell y Captain Lou Albano.

### Incidente con Jake Roberts
El evento es nominalmente recordado por su conclusión, originalmente un doble evento principal con Jake Roberts contra Jim Neidhart, y King Kong Bundy contra Yokozuna. Los problemas de Roberts con su adiccíon a las drogas y al alcohol habían sido públicos en años anteriores y el haber sido programado en el evento principal era intencionado para capitalizar en el resurgimiento en popularidad que él había disfrutado como resultado de sus intentos de estar sobrio. El regreso de Roberts al cuadrilátero sería considerado como el punto álgido de la tarde y la lucha responsable por generar más publicidad. No obstante, Roberts sufrió una recaída antes del evento y consumió una significante cantidad de alcohol antes de llegar. Previo a su lucha contra Neidhart, Roberts debía realizar una promo en la que insultaría a Neidhart. Debido a su nivel de intoxicación, la promo de Roberts consistió de una queja balbuceada e incoherente consistiendo enormemente de juegos de palabras en base al lugar donde el evento se realizaba. Un segmento en particular de la promo se volvería viral después de ser subida en Wrestlecrap:
"Tu no quieres jugar cartas conmigo por que yo haré trampas. Verdad? Yo hago trampas. Quieres jugar 21? Tengo 22. Quieres jugar blackjack? Tengo dos de esos, también! Quieres jugar... ases y ochos, nena? Tengo muchos de esos también!"
Después de la entrevista, Roberts se dirigió tambaleando al ring con su serpiente. Sin embargo, al llegar al ring, Roberts puso la serpiente en el suelo e intentó regresar a camerinos; luego cambió de dirección, volvió al ringside, y se dirigió a saludar a los fanes. Antes de entrar al ring, Roberts instó a una fanática a manosear su pecho desnudo. Después, Roberts sacó la serpiente de su bolso y se la coloca en la entrepierna simulando que era un pene para enseguida masturbarse con ella.  Los productores del evento mostraron una toma general del público durante el incidente, haciendo que los televidentes estuvieran inconscientes de lo que sucedía en el ring. Roberts posteriormente colapsó en el medio del ring con la serpiente encima de su cuerpo, el tendido Roberts empezó a intentar besar a la serpiente.
En un esfuerzo de salvar la lucha, el promotor Bill Stone decidió de forma improvisada combinar los dos eventos principales en una lucha en parejas y envío a Bundy a hacer pareja con Neidhart y Yokozuna a hacer pareja con Roberts. Stone fue al ringside a consultar con los luchadores. Bundy cubrió a Roberts tras golpearlo con un splash después de que Roberts se tambaleara y cayera al ring en varias ocasiones, a pesar de que Roberts no era el hombre legal en el ring. Yokozuna y Stone intentaron salvar el evento y la reputación de Roberts al intentar atacar a Stone, haciendo que su comportamiento aparentara ser dentro de personaje. Roberts estaba demasiado ebrio como para darse cuenta de lo que estaba sucediendo y siguió ajeno a los ataques de Yokozuna y Stone. Yokozuna le aplicó a Stone una samoan drop para hacer que la serie de eventos pareciera estar dentro del libreto; mientras Yokozuna seguía atacando a Stone, Roberts empezó a desnudarse en el ring y los productores cortaron la transmisión poco después inmediatamente.

## Resultados
- The Samoan Swat Team (Samu & The Savage Samoan) (con Paul Adams y Sika) derrotaron a Marty Jannetty y Tommy Rogers (10:00)
- Greg Valentine (con Sensational Sherri) derrotó a George Steele (6:37)
- Too Cold Scorpio derrotó a Julio Fantastico (9:37)
- The Bushwhackers (Butch & Luke) derrotaron a Iron Sheik & Nikolai Volkoff (con Nikita Breznikoff) (8:42)
- Tully Blanchard derrotó a Stan Lane (7:04)
- Abdullah the Butcher (con Honest John Cheatum) y One Man Gang lograron una doble cuenta fuera del ring. (7:34)
- Jimmy Snuka (con Captain Lou Albano) derrotó a Bob Orton. (11:46)
- Jim Neidhart & King Kong Bundy (con Bill Stone) derrotaron a Jake Roberts y Yokozuna. (16:34)